# Mel (Musikerin)
Mel (Eigenschreibweise MEL, * 1997 in Neuss; bürgerlich Melisa Toprakci) ist eine deutsche Sängerin, Rapperin und Songwriterin. Mit ihrem Hit Brechen mich nicht hatte sie 2021 einen Charterfolg.

## Leben
Melisa wurde als Tochter einer türkischstämmigen Familie in Neuss geboren. Mit 14 sang sie bei der RTL 2-Show Wer wird Deutschlands Bester? und mit 20 schaffte sie es bis in die „Blind Auditions“ und „Battles“ bei The Voice of Germany. 2019 veröffentlichte sie mit ihrem neuen Künstlernamen Mel ihre erste Single Baba sagt über das Label „Jush Music“ sowie ihre zweite Single Khaleesi. Zuvor wirkte sie als Sängerin in einigen Musikvideos mit und erzielte mehrere Millionen Aufrufe auf YouTube.
Im November 2021 veröffentlichte Mel ihr erstes Album Melodien unter dem Label Hypnotize Entertainment, welches zu Sony Music gehört.
Im Juli 2022 wurde bekanntgegeben, die Sängerin sei ab sofort bei Warner Music unter Vertrag, worüber auch 2023 ihr zweites Album Detox erschien.
2019 gab Mel bekannt, mit dem Fußballspieler Florian Heister verheiratet zu sein. 2022 veröffentlichte sie ihre Trennung.

## Diskografie

### Studioalben
- 2021: Melodien (Erstveröffentlichung: 26. November 2021)
- 2023: Detox (Erstveröffentlichung: 17. März 2023)

### Singles

#### Als Leadmusikerin
- 2019: Baba sagt
- 2019: Khaleesi
- 2019: Salla
- 2019: Ca$h Flouz
- 2019: Savage
- 2019: Banana Clip
- 2020: Seni Sevdim
- 2020: Vibes
- 2020: Melodien
- 2020: Göz Göze
- 2022: Wer du bist
- 2022: Wenn du mich liebst
- 2022: Was mal war
- 2022: Deja vu
- 2022: Wenn du mich liebst (Akustik Version)
- 2023: Salla Bir Daha (feat. Ardian Bujupi)
- 2023: Uzun Ince
- 2023: Mitten in der Nacht (mit O.G.)
- 2023: Komm Heim (mit O.G.)
- 2023: Lava
- 2024: Regentropfen
- 2024: Hayatim
- 2024: Medizin (mit Koushino; #16 der deutschen Single-Trend-Charts am 3. Mai 2024[7])
- 2024: Priorities
- 2024: Allo (Runde 1 Rap La Rue)
- 2024: Spotlight (mit Yavuz, 3imad, Monny & Infinit)
- 2024: Gehe allein
- 2024: Fahrbahn (mit LeoLaBandit, Benoua & Noor Reaga)
- 2024: Verlierer
- 2024: Slip (mit Rina, Ouzzi & Gorgy)
- 2025: Cash n Flouz (mit Gorgy)
- 2025: All Night (mit Tano & Gorgy)
- 2025: Tanz bei Blaulicht
- 2025: Ya Moulana (mit 3imad)
- 2025: Immer wenn es regnet (mit Accaoui)
- 2025: Dalia (mit Serko)
- 2025: Weiße Tränen

#### Als Gastmusikerin
- 2020: Ich pass auf (Brado feat. Mel)
- 2021: Brechen mich nicht (Kool Savas feat. Mel)
- 2022: Per Ty (Ardian Bujupi feat. Mel)
- 2023: Uzak (Emil Rosé feat. Mel)
- 2024: Schutzengel (Olexesh feat. Mel; #5 der deutschen Single-Trend-Charts am 16. Februar 2024[8])